# North Bank
North Bank (Nederlands: Noordelijke Oever) is een van de vijf divisies van Gambia en ligt in het noordwesten van dat land. De divisie is meer dan 2200 vierkante kilometer groot en heeft Kerewan als hoofdplaats. North Bank was een van de vijf originele divisies van Gambia voor 1935 en provincies van het land vanaf 1935. Op 30 oktober 1968 werd North Bank van de divisie Lower River afgesplitst.

## Bevolking
- 1963: 63.045
- 1973: 93.388
- 1983: 112.225
- 1993: 156.462[1]
- 2003: 172.806[1]

## Grenzen
North Bank ligt in het westen aan de monding van de Gambiarivier in de Atlantische Oceaan.

De divisie grenst in het noorden aan twee regio's van Senegal:
- Fatick in het noordwesten.
- Kaolack in het noordoosten.

Andere grenzen heeft North Bank met drie andere regio's:
- Central River in het noordoosten.
- Lower River in het zuiden.
- De divisie is van Western gescheiden door de Gambiarivier.

## LGA's en districten
Upper River bestaat uit één local government area (LGA of lokaal overheidsgebied)
:
- Kerewan

De regio is onderverdeeld in zes districten:
- Central Baddibu
- Jokadu
- Lower Baddibu

- Lower Niumi
- Upper Baddibu
- Upper Niumi

Banjul (stad) · Central River · Lower River · North Bank · Upper River · Western